# Reprezentacja Czarnogóry w piłce ręcznej mężczyzn
Reprezentacja Czarnogóry w piłce ręcznej mężczyzn (czarn. Rukometna reprezentacija Crne Gore, Рукометна репрезентација Црне Горе) – zespół piłki ręcznej, biorący udział w imieniu Czarnogóry w meczach i międzynarodowych turniejach.

## Turnieje

### Udział wmistrzostwach świata
| Rok  | Wynik | Źródło |
| ---- | ----- | ------ |
| 2007 | –     |        |
| 2009 | –     |        |
| 2011 | –     |        |
| 2013 | 22.   |        |
| 2015 | –     |        |
| 2017 | –     |        |
| 2019 | –     |        |
| 2021 | –     |        |
| 2023 | 18.   |        |

### Udział wmistrzostwach Europy
| Rok  | Wynik | Źródło |
| ---- | ----- | ------ |
| 2008 | 12.   |        |
| 2010 | –     |        |
| 2012 | –     |        |
| 2014 | 16.   |        |
| 2016 | 16.   |        |
| 2018 | 16.   |        |
| 2020 | 18.   |        |
| 2022 | 11.   |        |